# Kristin Gordon
Kristin Gordon z domu MacCuish (ur. 8 grudnia 1992 w Winnipeg) – kanadyjska curlerka. Dwukrotna zdobywczyni srebrnego medalu Scotties oraz srebrna medalistka kanadyjskich kwalifikacji olimpijskich w 2019 roku.
Od 2022 roku gra na pozycji leada w dryżynie Kaitlyn Lawes.